# Luke Benward
Luke Benward   (Franklin, 12 de maig de 1995) és un actor còmic i cantant estatunidenc.

## Biografia
La carrera com a actor de Benward va començar quan va aconseguir el paper de David Moore en la pel·lícula de 2002, We Were Soldiers. El seu èxit va créixer el 2006 quan va interpretar a Billy Forrester en la pel·lícula How to Eat Fried Worms, per la qual va guanyar un premi Young Artist en la categoria de "Millor Repartiment Jove en una pel·lícula". També va interpretar a Charlie Tuttle en la pel·lícula de Disney Channel Minutemen, al personatge d'Alan als 14 anys en Dear John, i al nen que ajuda a la nena abusada en el video musical "Concrete Angel" de Martina McBride.
El primer àlbum de Benward, Let Your Love Out, va ser llançat el 5 de gener de 2009 i contenia cinc cançons. També va estar de gira amb el grup cristià iShine LIVE per un curt temps, on anava a cantar les seves cançons en concert. El segell discogràfic que va signar amb ell es diu In Crowd Productions, els artistes del qual inclouen a Hilary Duff, els Backstreet Boys, Mat Kearney, Death Cab For Cutie, i els Jonas Brothers.
També ha estat en diversos comercials, incloent-hi Nintendo, McDonald's, Willy Wonka, American Express, i Hamburger Helper.
També va interpretar el paper de "Nicky" en Mostly Ghostly: Who Let the Ghosts Out?  i va interpretar a Stevie Dewberry en la pel·lícula Because of Winn-Dixie.
També va participar en la pel·lícula de Disney Channel, Girl vs. Monster com Ryan Dean, l'enamorat de Skylar Lewis (Olivia Holt). Benward també va tenir un paper recurrent com Matthew Pearson, l'expromès d'Emily Hobbs (Ryan Newman) en See Days Run. Apareix com Beau, l'enamorat de Teddy, en sis capítols seguits de Bona sort, Charlie!, reunint-se amb el seu company de Minutemen, Jason Dolley. També interpreta a Dillon, un dels protagonistes, en la sèrie d'ABC Family Ravenswood. És protagonista de la pel·lícula de Disney Channel Cloud 9 al costat de Dove Cameron, la protagonista de la sèrie Liv and Maddie.
El 2016 va aparèixer en el vídeo de The girl and the dreamcatcher Make You stay.

## Vida personal
Benward va néixer a Franklin, Tennessee, i és fill de Kenda (nascuda Wilkerson) i Aaron Benward. El seu pare estava en el duo de música country, Blue Country, i la seva mare era a temps parcial actriu, model i mestra d'actuació. El seu avi, Jeoffrey Benward, era un artista cristià contemporani. Té dues germanes més joves: Ella (13 anys) i Grace (16). Té una relació amb Olivia Holt (actriu i cantant) des del 2013.

## Filmografia
Les seves pel·lícules més destacades són:
- We Were Soldiers (2002)
- El meu millor amic (Because of Winn-Dixie) (2005)
- How to Eat Fried Worms (2006)
- Minutemen (2008)
- Dog Gone (2008)
- Mostly Ghostly: Who Let the Ghosts Out? (2008)
- Dear John (2010)
- 16 South (2012)
- Skyler contra el Monstruo (2012)
- Cloud 9 (2014)